# Leonardo AW101
Leonardo AW101 (dříve EH Industries EH101 a AgustaWestland AW101) je střední třímotorový víceúčelový vrtulník vyráběný společností AgustaWestland. Ještě v roce 2016 se AgustaWestland přejmenovala na Leonardo a její vrtulník na Leonardo AW101. Je využíván jak pro civilní, tak pro vojenské účely. Zatím bylo objednáno přes 190 strojů tohoto typu.
Ozbrojené síly Dánska, Norska, Portugalska a domácí Velké Británie užívají pro vrtulník označení Merlin (dřemlík). Stroje sloužící u kanadského královského letectva nesou označení Cormorant (kormorán).

## Vznik
Požadavky na nový vrtulník začaly být formovány v roce 1977, kdy britské ministerstvo obrany oznámilo požadavek na náhradu strojů Westland Sea King Naval Staff Requirement SR(N)6646. Hlavním dodavatelem draku se měla stát společnost Westland, s předpokladem účasti i dalších evropských států na projektu i produkci. V roce 1978 Westland zahájil na základě britských požadavků práce na projektu WG.34-SKR a ještě téhož roku k projektu přistoupila italská Agusta. Smlouva o společném podniku mezi Westlandem a Agustou byla podepsána na aerosalonu v Le Bourget 1979. Dne 12. června 1980 proto byla založena nová firma European Helicopter Industries Ltd. se sídlem v Londýně a projekt dostal nové označení EH-101. V roce 1981 byla na aerosalonu v Paříži předvedena škála budoucích různých variant EH-101. Projektová fáze byla ukončena v listopadu 1982. Na pařížském aerosalonu 1985 byla představena maketa ve skutečné velikosti. Finanční kolaps Westlandu v roce 1986 vedl k převzetí společnosti konsorciem firem United Technologies a FIAT. První prototyp byl veřejně představen 7. dubna 1987 v Yeovilu.

## Vývoj
Zálet prvního prototypu (sér. č. ZF641) provedl 9. října 1987 pilot Trevor Eggington a šéfpilot Westlandu Colin Hague. Dne 26. listopadu téhož roku vzlétl druhý, italský prototyp. Třetí civilní prototyp (imatrikulace G-EHIL) byl zalétán 30. září 1988. Jednalo se o první stroj vybavený aktivním systémem k potlačení vibrací Active Control of Structural Response. Mezitím byl první prototyp vybaven tlumičem vibrací na rotorové hlavě a pokračoval v rozšiřování letové obálky. Druhý prototyp procházel dynamickými letovými testy. Od října 1988 pak oba stoje působily po dobu 18 měsíců v horkém prostředí jihoitalského Cascina Costa, kde je později doplnil šestý v Itálii vyrobený námořní prototyp zalétaný 26. dubna 1989. Dne 15. června jej následoval Westlandův čtvrtý prototyp (ZF644) určený k testům navigace nad mořem a k dalšímu vývoji automatického systému řízení. Byl to první britský stroj plně vybavený skleněným kokpitem se čtyřmi vícefunkčními obrazovkami EFIS, datovou sběrnicí MIL-STD-1553B, radiovýškoměrem a námořními spojovacími prostředky. Jako další se 24. října 1989 dostal do vzduchu pátý prototyp (ZF649) společnosti Westland, který se účastnil intenzivních zkoušek na palubách fregat Type 23. Dne 18. prosince se do vzduchu dostal sedmý italský prototyp (od listopadu 1993 I-HIOI), který byl prvním EH-101 se sklápěcí rampou na zádi upravené trupové gondoly. Osmý prototyp (G-OIOI), představující civilní verzi EH-101 Heliliner pro 30 pasažérů, byl zalétán 24. dubna 1990. Jeho hlavními úkoly byly zkoušky civilních navigačních systémů a civilního automatického řídícího systému. Posledním předsériovým EH-101 (I-LIOI) se stal italský civilní transportní stroj se sklopnou rampou zalétaný 16. ledna 1991.

## Uživatelé
- Alžírsko

Mapa uživatelů vrtulníku AW101

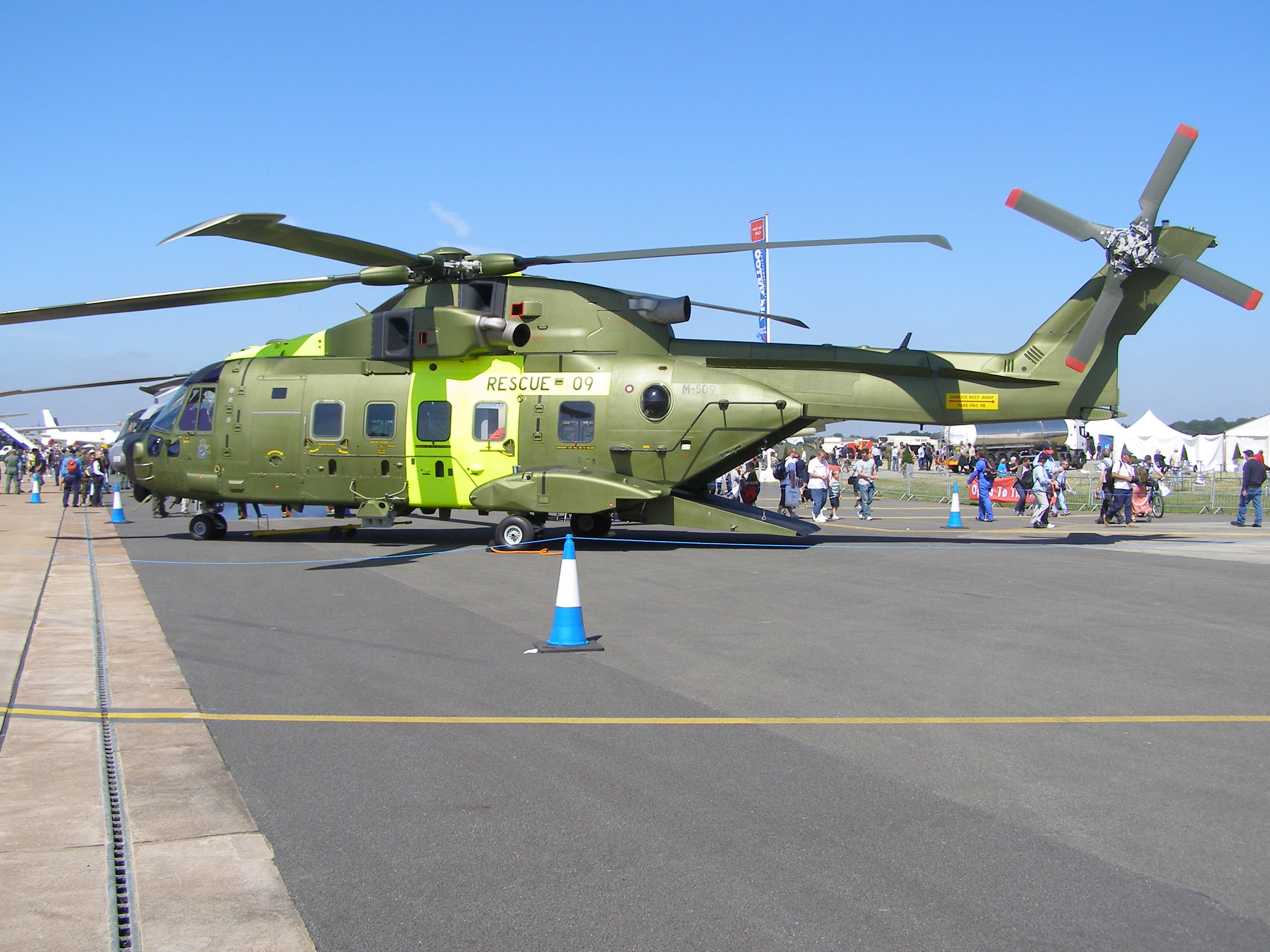
Dánský AW101 Merlin

  - Země roku 2007 objednala šest vrtulníků AW101.[1]

- Dánsko
  - Země roku 2001 objednala 14 vrtulníků AW101, z toho 6 pro transportní úkoly a 8 pro pátrání a záchranu.[1]

- Indie
  - Indické letectvo roku 2010 objednalo 12 vrtulníků AW101.[1]

- Itálie
  - Aeronautica Militare[3]
  - Italské námořnictvo provozuje 21 strojů AW101 různých verzí (protiponorkové, včasná výstraha). Dodávky proběhly v letech 2000–2009.[1]

- Japonsko

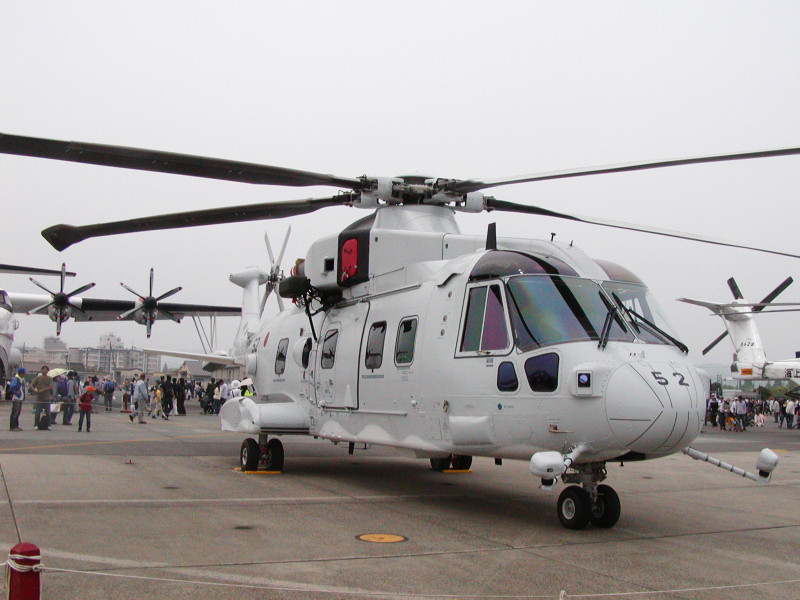
Japonský vrtulník MCH-101

  - Společnost Kawasaki postavila v licenci 14 vrtulníků verze MCH-101. Japonské námořní síly sebeobrany je používají pro transport a letecké odminování.[1]

- Kanada
  - Země provozuje 15 vrtulníků verze CH-149 Cormorant specializované pro pátrání a záchranu. Do služby vstoupily 15. června 2002 u 442. letky v Ganderu.[1]

- Polsko
  - V dubnu 2019 byly objednány čtyři protiponorkové a záchranné vrtulníky pro polské námořnictvo. Dodány mají být do roku 2022.[4]

- Portugalsko
  - Portugalské letectvo – v letech 2002–2006 bylo dodáno 12 vrtulníků s označením EH101 určených pro pátrání a záchranu.[1]

- USA
  - Společnost Lockheed Martin vyvíjela speciální verzi VH-71 Kestrel sloužící k přepravě prezidenta Spojených států amerických (Marine One). Do zrušení programu bylo vyrobeno devět strojů, které později odkoupila Kanada na náhradní díly pro své CH-149.[1]

- Spojené království
  - Britské královské námořnictvo provozuje 44 kusů protiponorkové verze Merlin HM1.[1]
  - Royal Air Force provozuje 22 transportních vrtulníků Merlin HC.Mk.3. První stroj obdržela 28. letka dislokovaná v Bensonu v lednu 2001, poslední 19. listopadu 2002. Do služby vstoupily v červenci 2001.[1]

## Specifikace

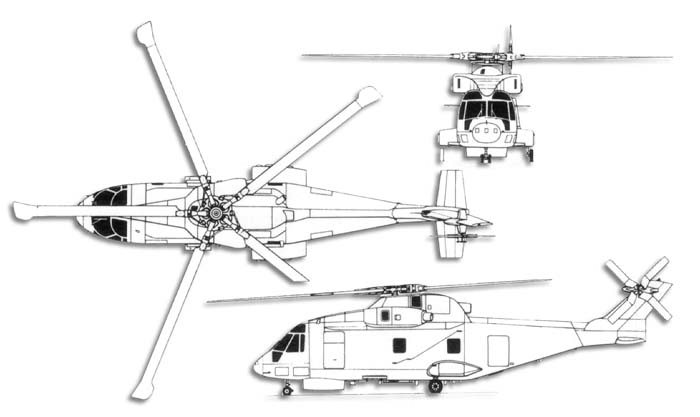
EH101

Údaje dle

### Technické údaje
- Posádka: 2–4, + 24 cestujících
- Délka: 22,83 m (včetně rotorů)
- Průměr nosného rotoru: 18,6 m
- Výška: 6,6 m
- Prázdná hmotnost: 10 500 kg
- Maximální vzletová hmotnost:  15 600 kg
- Pohonná jednotka: 3× turbohřídelový motor Rolls-Royce Turbomeca RTM322-01
- Výkon pohonných jednotek: 1566 kW

### Výkony
- Maximální rychlost: 277 km/h
- Dolet: 1500 km
- Dostup: 3307 m
- Stoupavost: 9,5 m/s